# 下亮子乡
下亮子乡，是中华人民共和国黑龙江省鸡西市鸡东县下辖的一个乡镇级行政单位。

## 行政区划
下亮子乡下辖以下地区：
下亮子村、裕国村、裕民村、复兴村、久泰村、新立村、正乡村、西庄村、亮鲜村、综合村、三排村、四排村、长庆村和柳河村。